# Stay Hungry
A Stay Hungry az amerikai Twisted Sister 1984-es, legnépszerűbb albuma. Ezen az albumon találhatóak a zenekar legsikeresebb dalai, többek között a "We're Not Gonna Take It", az "I Wanna Rock", a "The Price", vagy éppen a "Burn In Hell". Ez utóbbi dalt a norvég Dimmu Borgir feldolgozta.
A lemezt 2017-ben a Rolling Stone magazin a Minden idők 100 legjobb metalalbuma listáján a 76. helyre rangsorolta.

## Tartalma
1. "Stay Hungry" – 3:03
2. "We're Not Gonna Take It" – 3:39
3. "Burn In Hell" – 4:42
4. "Horror-Teria: The Beginning" – 7:42
5. "I Wanna Rock" – 3:02
6. "The Price" – 3:48
7. "Don't Let Me Down" – 4:26
8. "The Beast" – 3:29
9. "S.M.F." – 2:59

## Közreműködők
- Dee Snider – ének
- Eddie Ojeda – gitár
- Jay Jay French – gitár
- Mark Mendoza – basszusgitár
- A.J. Pero – dobok